# 蘇聯法律
蘇聯法律——或被稱之為社會主義法律——為1917年十月革命之後於蘇聯所發展出來的法律體系。而修正後的蘇聯法律系統也廣為第二次世界大戰後的共產國家採用，像是蒙古國、中華人民共和國、東歐的華沙公約組織各國、古巴、越南。
在蘇聯法律系統下，法律被視為是政治的手段，而法院則是政府的一部分。這種法律系統的設計中，保護國家更勝於保護個人。另外，也賦予蘇維埃祕密警察機構大量的司法外懲罰的權力。

## 憲法
- 1918年蘇俄憲法
- 1924年蘇聯憲法
- 1936年蘇聯憲法
- 1977年蘇聯憲法

## 參照
1. ↑  Richard Pipes Russia Under the Bolshevik Regime, Vintage books, Random House Inc., New York, 1995, ISBN 0-394-50242-6, pages 402-403

## 相關資料
- Butler, William Elliott.  2nd edn. Stoneham, Massachusetts: Butterworths Legal Publishers. 1988.